# Ендрю Кевін Вокер
Ендрю Кевін Вокер (англ. Andrew Kevin Walker; нар. 14 серпня 1964) — американський сценарист. Найбільш відомий за сценарієм до фільму «Сім» (1995), за який отримав номінацію на премію BAFTA за найкращий оригінальний сценарій, а також за сценаріями до фільмів «8 мм» (1999), «Сонна лощина» (1999) та багатьох переписаних сценаріїв, за редакцію яких часто не вказаний в титрах.

## Раннє життя і освіта
Вокер народився в Алтуні, штат Пенсільванія, згодом переїхав до Механіксбурга, де й виріс. Навчався в середній школі Mechanicsburg Area до 1982 року. Невдовзі Вокер вступив до Університету штату Пенсільванія, який закінчив у 1986 році, отримавши ступінь бакалавра мистецтв у галузі кіно та відео.

## Кінокар'єра
Незабаром після закінчення освіти він переїхав до Нью-Йорка і влаштувався на роботу в Tower Records. Протягом цього часу він працював над кількома проектами, але не зміг досягти особливого успіху до 1991 року, коли він завершив сценарій для фільму «Сім». Вокер вирішив переїхати до Лос-Анджелеса, щоб продати свій сценарій. Там він особисто зв'язався зі сценаристом Девідом Кеппом, який показав сценарій керівникам New Line Cinema, які зрештою придбали права на нього. Однак для початку виробництва фільму знадобилося майже три роки. Режисер «Різдвяних канікул» Джерімая Чечик спочатку був обраний режисером фільму, але він попросив внести ряд модифікацій, включаючи зміни в кінцівці, зокрема видалення сцени з головою в коробці. Проект нарешті розпочався, коли Девід Фінчер погодився зняти фільм після того, як він прочитав оригінальну чернетку, яку випадково надіслали з незмінною кінцівкою.
Поки проект знаходився у розробці, Вокер знайшов іншу роботу, включаючи сценарій епізду «Well Cooked Hams» в телевізійному серіалі «Байки зі склепу», а також написав сценарії для фільмів «Сканування мозку» (1994) та «Притулок» (1995).
Згодом розпочалося виробництво фільму «Сім», в головних ролях були обрані Морган Фрімен, Бред Пітт і Кевін Спейсі. У якийсь момент студія запропонувала кілька змін, проте і Фінчер, і Фрімен підтримали оригінальний сценарій Вокера, і врешті він залишився без змін. Фільм отримав схвальні відгуки критиків та став величезним успіхом у світовому прокаті, заробивши 327 311 859 доларів у всьому світі.
Однак протягом наступних чотирьох років Вокер не зявлявся в титрах сценаристом, хоча протягом цього періоду він відредагував декілька сценаріїв, включаючи «Гру» Девіда Фінчера і «Горизонт подій» Пола Андерсона. У 1999 році сецнарій «8MM» Вокера нарешті побачив світ, проданий ним за 1,25 мільйона доларів. Виробництво фільму знову зіткнулося з побоюваннями щодо темного сюжету, і студія попросила Волкера зробити тон фільму світлішим. Коли режисером став Джоел Шумахер, Вокер вважав, що переписувати більше не потрібно. Але, як виявилося, Шумахер підтримав студію та вніс власні зміни, що призвело до розголосу між ними, коли Вокер фактично відмовився від фільму та покинув знімальний майданчик. Він відмовився навіть дивитися фільм, який став критичним провалом. В інтерв'ю The Guardian він сказав, що «це був настільки пригнічуючий досвід, що найменше, що я можу зробити, це захистити себе від жалюгідного досвіду реального перегляду». У 2015 році він висловив свою готовність переробити «8MM» замість того, щоб переробити «Сім».
У 1999 році Вокер відредагував сценарії фільмів Stir of Echoes і «Бійцівський клуб». Також він адаптував оповідання Вашингтона Ірвінга «Легенда про Сонну Лощину» у сценарій для фільму «Сонна лощина» режисера Тіма Бертона. Бертон з захопленням ставився до сценарію Вокера, проте найняв драматурга та лауреата премії «Оскар» Тома Стоппарда, щоб зменшити насильство. Фільм із Джонні Деппом у головній ролі мав успіх у прокаті.
З середини 1990-х років Вокер написав кілька сценаріїв, які не отримали зеленого світла, наприклад сценарій до фільму з супергероєм Срібним Серфером у головній ролі, сценарій до фільму про Людей Ікс 1994 року (не пов'язаний з фільмом «Люди Ікс» 2000-го року) і фільм під умовною назвою «Бетмен проти Супермена». Виробництво останнього фільму було розпочато, але Warner Bros. вирішили відновити свої франшизи окремо, тому сценарій було відкладено. Після успіху «Бетмену: Початок» фільм, здавалося, було відкладено назавжди, хоча Вольфганг Петерсен, який мав бути режисером фільму, продовжував висловлювати зацікавленість у проекті. Цей сценарій і версію проекту було назавжди відкладено на користь фільму «Бетмен проти Супермена: На зорі справедливості» Зака Снайдера.
У 2001 році Вокер написав сценарії для двох короткометражок із серії фільмів BMW «Прокат» з Клайвом Оуеном у головній ролі: «Ambush» режисера Джона Франкенхаймера та «The Follow» режисера Вонга Кар-Вая.
Вокер також був співавтором (разом з Девідом Селфом і Полом Аттанасіо) сценарію для «Людини-вовка», ремейку класичного фільму Universal Studios. Ремейк, знятий Джо Джонстоном з Бенісіо дель Торо в головній ролі, вийшов у прокат у 2010 році.
У лютому 2021 року стало відомо, що Вокер напише сценарій до фільму «Вбивця» Девіда Фінчера.

## Фільмографія

### Фільми
Сценарист
| Рік  | Українська назва | Оригінальна назва | Режисер            | Примітки                                              |
| ---- | ---------------- | ----------------- | ------------------ | ----------------------------------------------------- |
| 1994 | Сканування мозку | Brainscan         | Джон Флінн         |                                                       |
| 1995 | Притулок         | Hideaway          | Бретт Леонард      |                                                       |
| 1995 | Сім              | Se7en             | Девід Фінчер       | Також камео: Мертвий чоловік на першому місці злочину |
| 1999 | 8 мм             | 8mm               | Джоел Шумахер      |                                                       |
| 1999 | Сонна лощина     | Sleepy Hollow     | Тім Бертон         | Також співпродюсер (в титрах не зазначений)           |
| 2001 | Засідка          | Ambush            | Джон Франкенхаймер | Частина серії The Hire                                |
| 2001 | Стеження         | The Follow        | Вонг Карвай        | Частина серії The Hire                                |
| 2010 | Людина-вовк      | The Wolfman       | Джо Джонстон       |                                                       |
| 2016 |                  | Nerdland          | Кріс Приноскі      | Також продюсер                                        |
| 2022 | Удача            | Windfall          | Чарлі Макдавелл    | Також виконавчий продюсер                             |
| 2023 | Вбивця           | The Killer        | Девід Фінчер       |                                                       |

Редактор сценарію
- Крізь обрій (1997)
- Гра (1997)
- Бійцівський клуб (1999)
- Відлуння[en] (1999)

### Телебачення
| Рік  | Українська назва       | Оригінальна назва      | Режисер            | Епізод             |
| ---- | ---------------------- | ---------------------- | ------------------ | ------------------ |
| 1993 | Байки зі склепу        | Tales from the Crypt   | Елліот Сілверштейн | «Well Cooked Hams» |
| 1997 | Чудасії науки          | Perversions of Science | Тоуб Гупер         | «Panic»            |
| 2022 | Любов, смерть і роботи | Love, Death & Robots   | Девід Фінчер       | «Bad Travelling»   |